# 有關哈羅德·威爾遜的陰謀論
有關哈羅德·威爾遜的陰謀論指從1970年代中期出現的一連串關於英國工黨首相哈羅德·威爾遜的險謀。他在1964至1970年，以及1974至1976年擔任英國首相，一共贏出四次大選。他曾被指控為蘇聯間諜（後來證實應為虛假指證）及後更發現在他在位期間，英國國內曾有人策劃一場軍事政變，試圖推翻威爾遜的政府，而蒙巴頓伯爵也牽涉在陰謀之中。

## 被指控為蘇聯間諜
有一名叛逃的蘇聯間諜阿納托利·戈利岑聲稱哈羅德·威爾遜為蘇聯的特務機關克格勃服務，並表示親美的前英國工黨黨魁休·蓋茨克被克格勃所暗殺，以便安排威爾遜接掌工黨。然而，《衛報》的記者和軍情五處的歷史學家都分別認為戈利岑只是揣測以及認為他只是一個「不可信的陰謀論者」。
可是，據軍情五處前官員彼得·賴特的傳記（抓諜人）所述，在1964年，威爾遜競選首相時，美國中央情報局的特務詹姆斯·安格頓曾上報表示威爾遜為蘇聯間諜，但因軍情五處和安格爾頓對於情報的運用有所分歧，故安格爾頓拒絕就他對威爾遜的指控再作透露。到了1969年，軍情五處收到消息，消息來自兩個從捷克斯洛伐克叛逃的特務，他們表示工黨已經「幾乎肯定」被蘇聯滲透，他們更列出一份工黨國會議員的名單，指控他們為蘇聯間諜。
軍情五處在之後的數十年持續調查威爾遜和克格勃的關係，但最終查明他並非蘇聯特務，同時也找不到證據，證實蘇聯已經滲透入工黨。在這幾十年間，哈羅德·威爾遜一直堅稱自己是一個忠實的反共主義者。

## 1968年的陰謀
在1968年5月8日，記者庫德利普、報業大亨兼時任英倫銀行總裁塞西爾、索利·朱克伯格爵士、蒙巴頓伯爵以及一名英國政府官員舉行會面。塞西爾在會面中表達出他對首相哈羅德·威爾遜的不滿，並抨擊首相的缺點，他更向其他與會人士表示國家的危機迫在眉截，政府面臨崩潰。塞西爾強調，街頭可能即將爆發流血衝突，武裝部隊或須介入，到時人民會尋求一些有能力、有才幹的人，諸如蒙巴頓伯爵，擔任政府領導人，以重建他們的信心。在他講話的末段，他更直接問蒙巴頓會否願意在這樣的情況下成為新行政機關的首腦。惟蒙巴頓最終拒絕了。

## 腳註
1. ↑  Leigh, p. 80.
2. ↑  War and Intelligence Conference 的存檔，存档日期17 June 2009.
3. ↑  Christopher Andrew, Spy Wars: Moles, Mysteries and Deadly Games By Tennent H Bagley Reviewed by Christopher Andrew （页面存档备份，存于）, The Sunday Times, 24 June 2007
4. ↑  Wright, p. 364.
5. ↑  Michael Evans, "Wilson cleared of KGB threat in MI5 inquiry", The Times, 4 May 1987.
6. ↑  Cudlipp, Hugh. . The Bodley Head. 1976: 326.